# 랜드로버 디스커버리 스포츠
랜드로버 디스커버리 스포츠(Land Rover Discovery Sport)는 랜드로버에서 제작한 컴팩트 스포츠 유틸리티 자동차이다.

## 개요
프리랜더의 후속으로 나온 디스커버리 스포츠는 2014년에 개최된 뉴욕 국제 오토쇼를 통해 처음으로 공개되었으며, 같은 해 9월부터 판매에 들어갔다. 프리랜더가 단종되고, 랜드로버가 자사 차종을 레인지 로버와 디스커버리로 이원화함에 출시한 첫 차종이다. 전면부 라디에이터 그릴 상단에 DISCOVERY라는 엠블럼을 부착하여 강렬한 인상과 함께 디스커버리 패밀리임을 확실히 부각시켰다. 포드에서 개발한 2.0L 에코부스트(터보차저) 가솔린 엔진(243마력)과 2.2L 듀라토크 디젤 엔진(190마력) 등 2가지 엔진을 사용하고, 게트락에서 개발한 6단 수동변속기와 ZF에서 개발한 9단 자동변속기 등 2가지 트랜스미션을 맞물린다.
대한민국에는 2015년에 개최된 서울 모터쇼를 통하여 처음으로 공개되었으며, 같은 해 5월에 정식 출시되었다. 2016년형에는 새로운 엔진인 인제니움 엔진을 장착하였으며, 배기량도 2.0L로 모두 정리된다. 2019년에 부분 변경을 거쳤다.

## 외부 링크

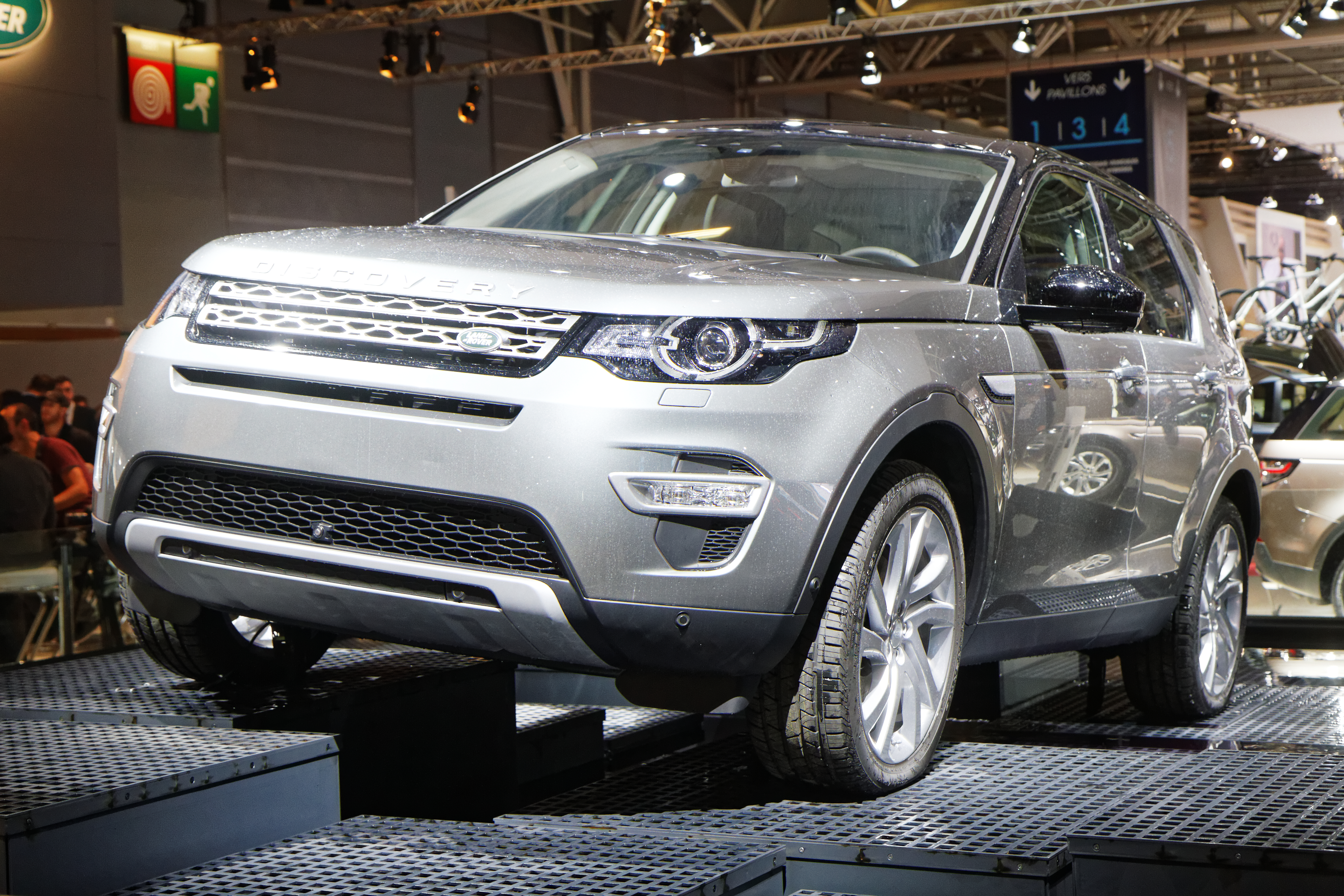
랜드로버 디스커버리 스포츠 정측면

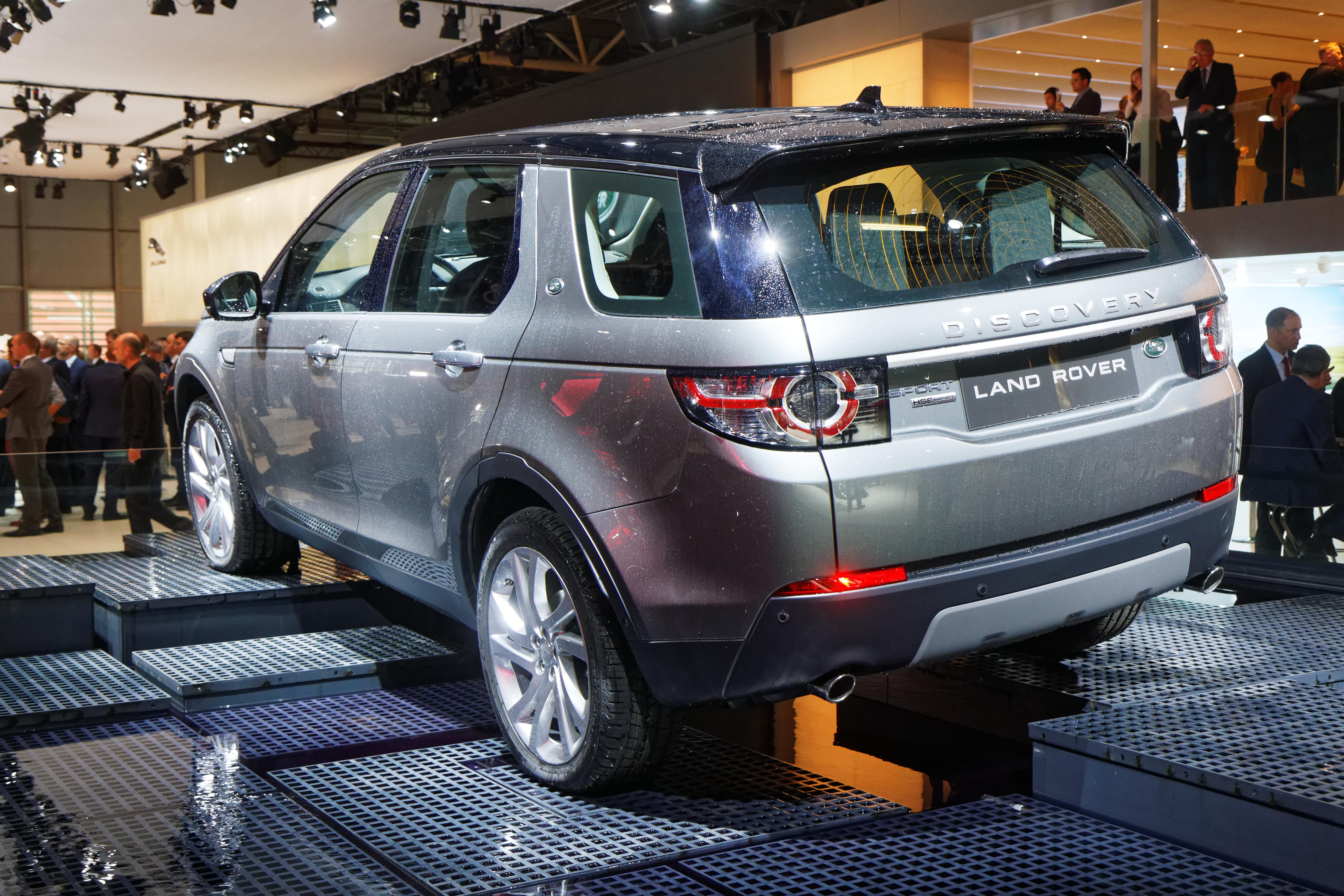
랜드로버 디스커버리 스포츠 후측면